# 抄党章
抄黨章是指《人民日報》海外版微信公號「學習小組」於2016年發起的「手抄黨章一百天」新媒體活動，在進行到第83天（5月22日）之後中止。
「抄黨章」活動響應了中國共產黨於2016年發起的「兩學一做」政治運動。2016年5月16日，南昌鐵路局發佈了職工夫妻在新婚之夜抄黨章的照片。這些照片引發了網友的爭論和質疑，使得「抄黨章」一詞成為網路流行語。

## 背景

### 党章
《中国共产党章程》，簡稱“党章”，是中国共产党的核心文件，只有中国共产党全国代表大会才能制定、修改。2012年中国共产党第十八次代表大会上，通过了最新一版的中国共产党章程，把科學發展觀同馬克思列寧主義、毛澤東思想、鄧小平理論、「三個代表」重要思想一道確立為「黨的行動指南」，将生態文明建設寫入黨章。党章全文，共1萬5千多字。

### “两学一做”
2016年2月29日，中國共產黨發起“学党章党规、学系列讲话，做合格党员”学习教育活动。目的是为了深入学习贯彻中共总书记习近平讲话的精神；推动全面从严治党向基层延伸；巩固拓展中国共产党的群众路线教育实践活动和“三严三实”专题教育成果；进一步解决党员队伍在思想、组织、作风、纪律等方面存在的问题；以及保持发展党的先进性和纯洁性。

## 经过
2016年2月29日晚11點，人民日報海外旗下微信公衆號「學習小組」發起了「手抄黨章一百天」活動。該活動鼓勵黨員用100天時間抄寫中國共產黨黨章全文。「學習小組」表示，「兩學一做」，最靠前的就是「學黨章」，並表示「『手抄黨章』關鍵在於堅持，每天堅持，抄寫內容為黨章全文，共1萬5千多字，每天寫150字即可抄完」。在活動期間，公衆號會每天發佈抄寫的內容和網友以各種形式抄黨章的照片。之後，全國很多單位開始組織黨員學習黨章，組織了「手抄黨章」的活動。人民網、新華網等官方媒體也發佈了「抄黨章」圖片集。
據端傳媒觀察，活動第50天（4月19日）之前，「學習小組」展示內容以手抄黨章照片為主，第50天之後則以各地基層單位的「專場展示」為主，並出現了一些引起爭議的表態。
5月16日，南昌铁路局通過新浪微博發佈職工夫妻在新婚之夜抄黨章的照片，並描述道「鋪開紙張，工整地抄下黨章，給新婚之夜留下美好記憶」。這些照片引發了網友的議論甚至賦詞嘲諷，使得「抄黨章」一詞在網路上廣泛傳播。隨後「新婚之夜抄黨章」的初始消息和報導在網路上被大面積刪除。
活動第83天，即5月22日，「學習小組」停止了“手抄党章”的活动更新，「抄黨章」活動戛然而止。之後「學習小組」再也沒有發佈有關「抄黨章」的內容。

## 評論
南昌鐵路局的照片引發了網友議論和質疑，有人批評和嘲諷新婚之夜抄黨章「作秀」。照片發佈之時（5月16日）恰逢文化大革命發動五十週年，有人將其與文化大革命聯繫到了一起。《人民日報》也指出「黨員也只是一位普通人，會有兒女情長，會有七情六慾」。
在「洞房抄黨章」之後，《解放軍報》針對「抄黨章」活動發表評論，稱抄寫黨章的形式有助於重溫黨章、加深理解和加強黨性修養，值得鼓勵，但是如果抄寫只動筆而不「走心」，只「晒字」而不見行動的「真章」，不觸及思想和靈魂，就會讓這一初衷很好的活動淪為「精緻的形式主義」，需要注意和防止。《人民日報》發表評論員文章，認為領導幹部應當提高自己的「新媒體」素養，並提出要警惕「作秀」的誘惑，防止那種「做給別人看」的形式主義。《光明日報》也刊文，警告「當心被形式主義帶跑題」。
香港時事評論員劉銳紹認為，官方過去的一些政治動員有破壞作用，所以近年開始懂得「轉彎動員」。但在中國官場中也會上行下效、互相跟風。跟風「手抄黨章」就出自這種「趨利基因」。抄黨章不是為了學習或認同黨章，而是形式主義、自我保護和自我升值。這反映出北京或中共已經完全沒有思想的凝聚力了。

## 相关活動
2016年5月23日，網上傳出照片，十餘名戴工地頭盔的疑似上訪者聚集在江西南昌的江西省高級人民法院門口抄黨章，並拉起「抄寫黨章100天，敦促某副院長做合格的共產黨員」的橫幅。不過發起人表示該活動並非民工討薪，而是實名舉報。24日，官方部門表示，這是江西一公司為達到逃避巨額債務而僱請民工進行非法鬧訪的活動。該活動的兩位組織者因擾亂機關事業單位秩序，已被處以治安拘留10天的處罰。